# Impero (film)
Impero (in russo Ампир?, Ampir) è un cortometraggio del 1987 diretto da Aleksandr Sokurov.

## Trama
La vicenda si svolge in un arco di tempo di poche ore ed è ambientata interamente nella stanza da letto della protagonista, interpretata dalla ballerina Alla Evgen'evna Osipenko. La donna, a causa di una malattia che le impedisce l'uso delle gambe, è costretta a letto e si ritrova sola in casa perché è il giorno di libera uscita dell'infermiera che si prende cura di lei. L'unico modo per rimanere in contatto con l'esterno è il telefono, l'elemento su cui si basa tutto il film; cercando di contattare il marito, che si trova in ufficio, la donna intercetta suo malgrado un colloquio tra due uomini che stanno architettando l'omicidio di una donna malata che si trova in una casa vicino ad un ponte; il piano prevede di entrare nella casa della vittima verso le undici di sera, uccidere la donna e derubarla.
La protagonista rimane scioccata dalla telefonata e contatta prima il centralino nel tentativo vano di rintracciare la comunicazione a cui aveva assistito, poi avverte la polizia che, scettica nei confronti della storia riferita dalla donna, non dà peso alla sua testimonianza. In preda alla disperazione tenta di chiamare un istituto di sorveglianza ma nel bel mezzo della chiamata sente dei rumori in casa e, senza la benché minima possibilità di fuga, viene assalita da un uomo che la uccide a sangue freddo.

## Commento
Il corto è tratto dall'opera letteraria di Lucille Fletcher Il terrore corre sul filo (Sorry, Wrong Number) dalla quale in passato era già stato tratto un film omonimo. Questa nuova versione trova il suo punto di forza nel talento del regista russo che mescola momenti di cupo terrore e situazioni grottesche dando all'intera vicenda un'atmosfera gotica e angosciante che sfocia ampiamente nel surreale. Impero va considerato un film sperimentale, in quanto il regista basa quasi interamente il film sui primi piani della protagonista in modo da accentuarne lo stato d'animo sconvolto dalla situazione; tutto ciò è amplificato dall'utilizzo di vari piani sequenza di media durata, una tecnica che Sokurov impiegherà soprattutto nel suo successivo film Arca russa, che lo consacrerà come uno dei registi di maggior valore del cinema europeo degli ultimi anni.